# Експеримент зі складу сонячного вітру

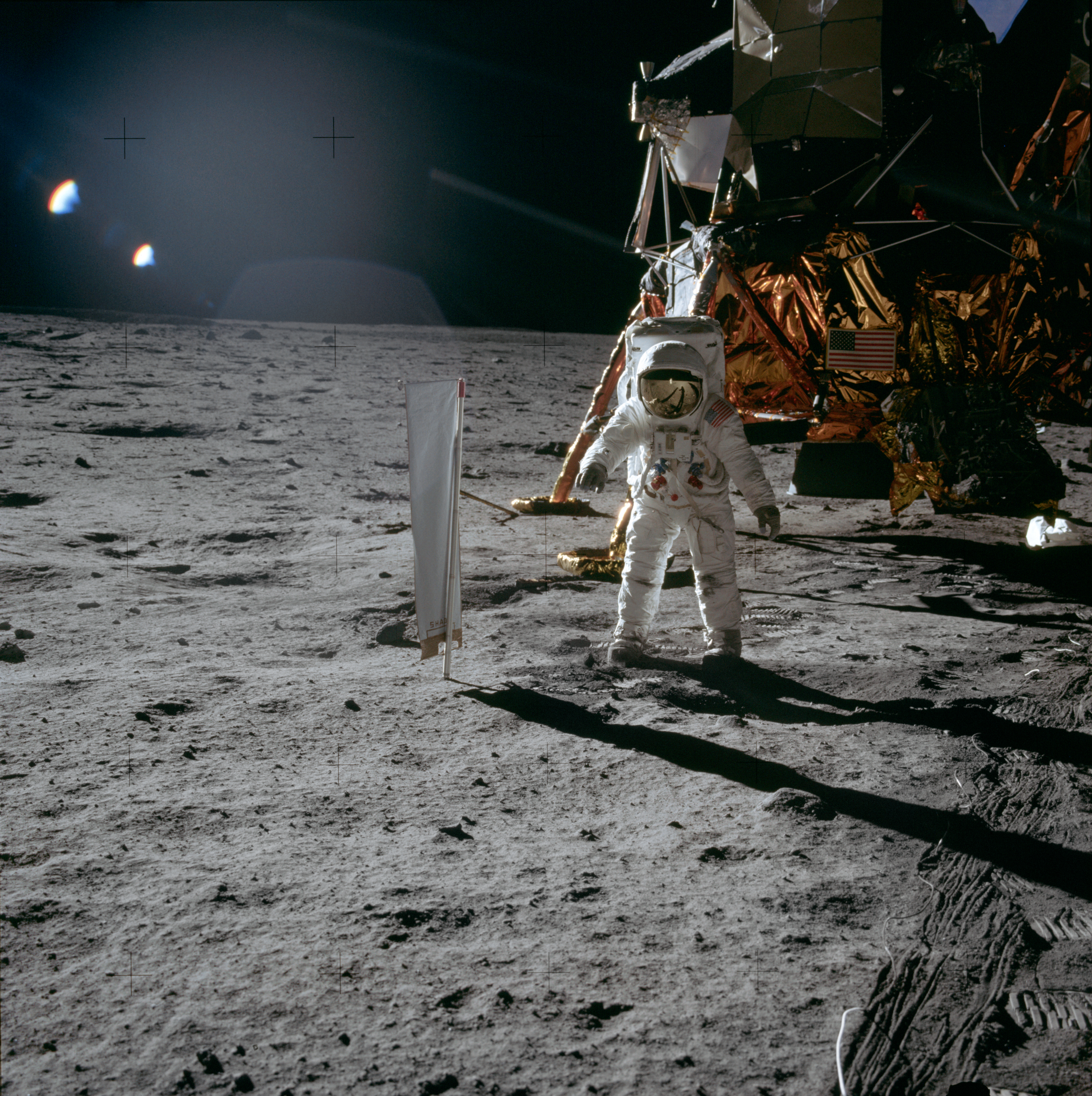
Астронавт Едвін Олдрін поруч із розгорнутим експериментом зі складу сонячного вітру під час місії «Аполлон-11».

Експеримент зі складу сонячного вітру (англ. Solar Wind Composition Experiment, SWC) — експеримент, розгорнутий на Місяці під час програми «Аполлон» (Аполлон-11, 12, 14, 15 та 16). Метою було взяти проби сонячного вітру поза магнітосферою Землі. Це були перші надійні ізотопні вимірювання сонячної речовини.
Експеримент запропонувала й розробила швейцарська команда на чолі з Йоганнесом Гайссом та Петером Ебергардтом з Бернського університету та Петером Сігнером зі Швейцарського технологічного інституту. Обладнання виготовили Швейцарський національний науковий фонд та Бернський університет. Експеримент частково фінансувався урядом Швейцарії.
Експеримент складався з аркуша надчистої алюмінієвої фольги розміром 30 см на 1,4 м (в останньому експерименті Аполлон-16 — також із платиновими сегментами), який встановлювали на поверхні Місяця за допомогою телескопічної штанги. Лист мав бути підданий впливу Сонця, щоб виміряти типи іонів та енергії сонячного вітру на поверхні Місяця. Час експозиції становив 77 хвилин на Аполлоні-11, 18 годин і 42 хвилини на Аполлоні-12, 21 годину на Аполлоні-14, 41 годину і 8 хвилин на Аполлоні-15 та 45 годин і 5 хвилин на Аполлоні-16. Після закінчення експозиції фольгу від'єднували від телескопічної штанги, поміщали в тефлоновий мішок і доставили на Землю для аналізу. Експеримент пройшов успішно та забезпечив вимірювання точного ізотопного складу іонів He, Ne та Ar в сонячному вітрі.